# Spowiednik

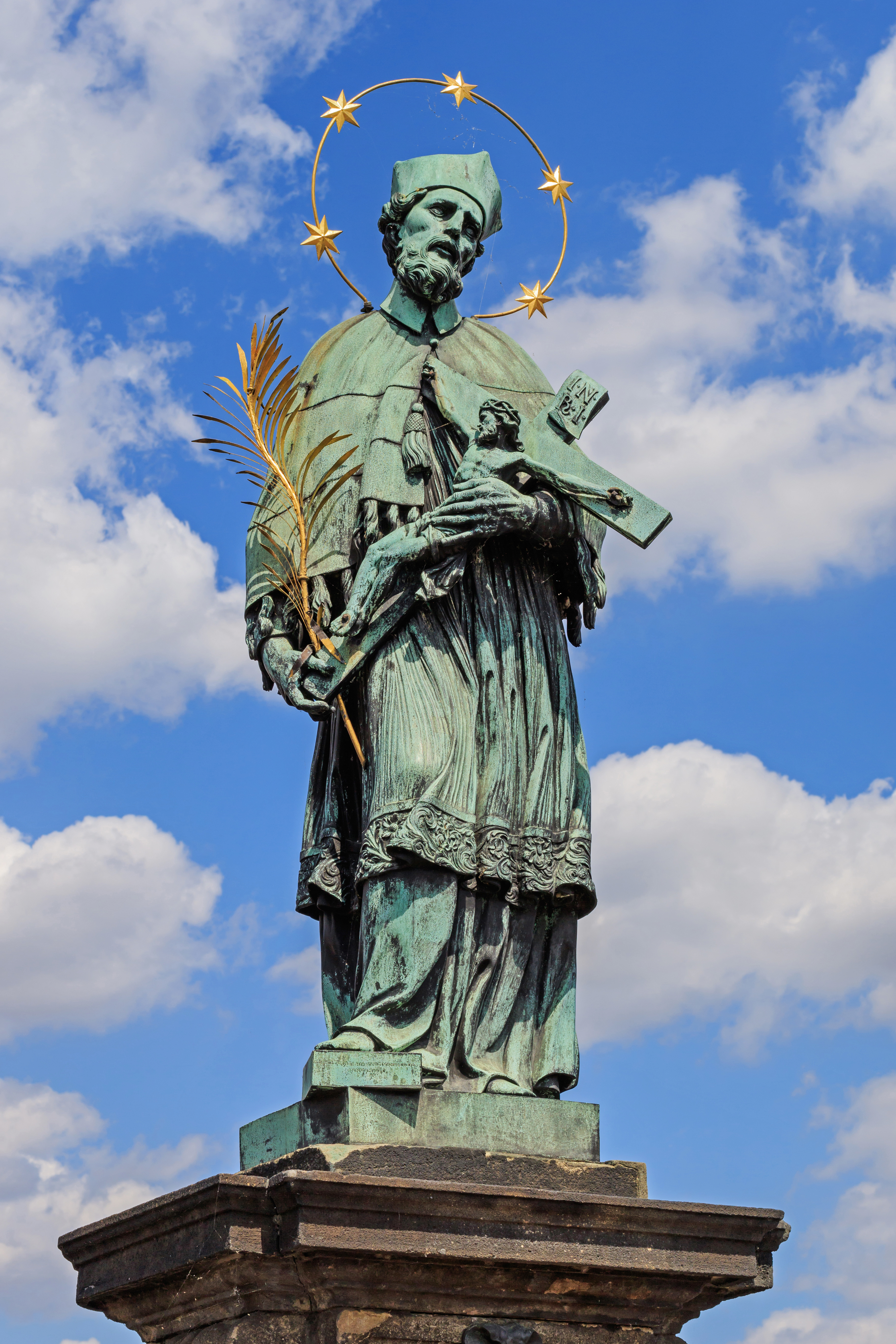
Patron spowiedników św. Jan Nepomucen. Pomnik na praskim moście nad Wełtawą

Spowiednik – w Kościele katolickim kapłan (biskup lub prezbiter), który ma prawo spowiadania, a więc udzielania sakramentu pokuty. Musi więc posiadać ważnie przyjęte święcenia (nie wystarczą święcenia diakonatu), a nadto być upoważnionym do sprawowania tego sakramentu. W pewnych sytuacjach może być tego prawa pozbawiony przez kompetentną władzę kościelną, a wtedy nie może w sposób ważny spowiadać (z wyjątkiem niebezpieczeństwa śmierci).
Do podstawowych zadań spowiednika należy wysłuchanie spowiedzi penitenta, ocena grzechów w świetle norm moralnych, pouczenie, naznaczenie uczynku pokutnego i udzielenie rozgrzeszenia lub jego odmowa (w przypadku braku dyspozycji penitenta).
Osoba spowiednika może mieć kluczowe znaczenie w kształtowaniu sumienia i w rozwoju duchowym, dlatego upowszechnia się funkcja tzw. stałego spowiednika.